# Дамая
Дама́я (порт. Damaia)  —  район (фрегезия) в Португалии,  входит в округ Лиссабон. Является составной частью муниципалитета  Амадора. Находится в составе крупной городской агломерации Большой Лиссабон. По старому административному делению входил в провинцию Эштремадура. Входит в экономико-статистический  субрегион Большой Лиссабон, который входит в Лиссабонский регион. Население составляет 20 591 человек на 2001 год. Занимает площадь 1,41 км².
Покровителем района считается Иисус Христос (порт. Jesus). 